# Хамондспорт (Њујорк)
Хамондспорт (енгл. Hammondsport) град је у америчкој савезној држави Њујорк.

## Демографија
По попису из 2010. године број становника је 661, што је 70 (-9,6%) становника мање него 2000. године.
| Група             | 2000.       | 2010.       |
| Белци             | 705 (96,4%) | 641 (97,0%) |
| Афроамериканци    | 10 (1,4%)   | 6 (0,9%)    |
| Азијати           | 3 (0,4%)    | 4 (0,6%)    |
| Хиспаноамериканци | 2 (0,3%)    | 2 (0,3%)    |
| Укупно            | 731         | 661         |